# Rima Oppolzer

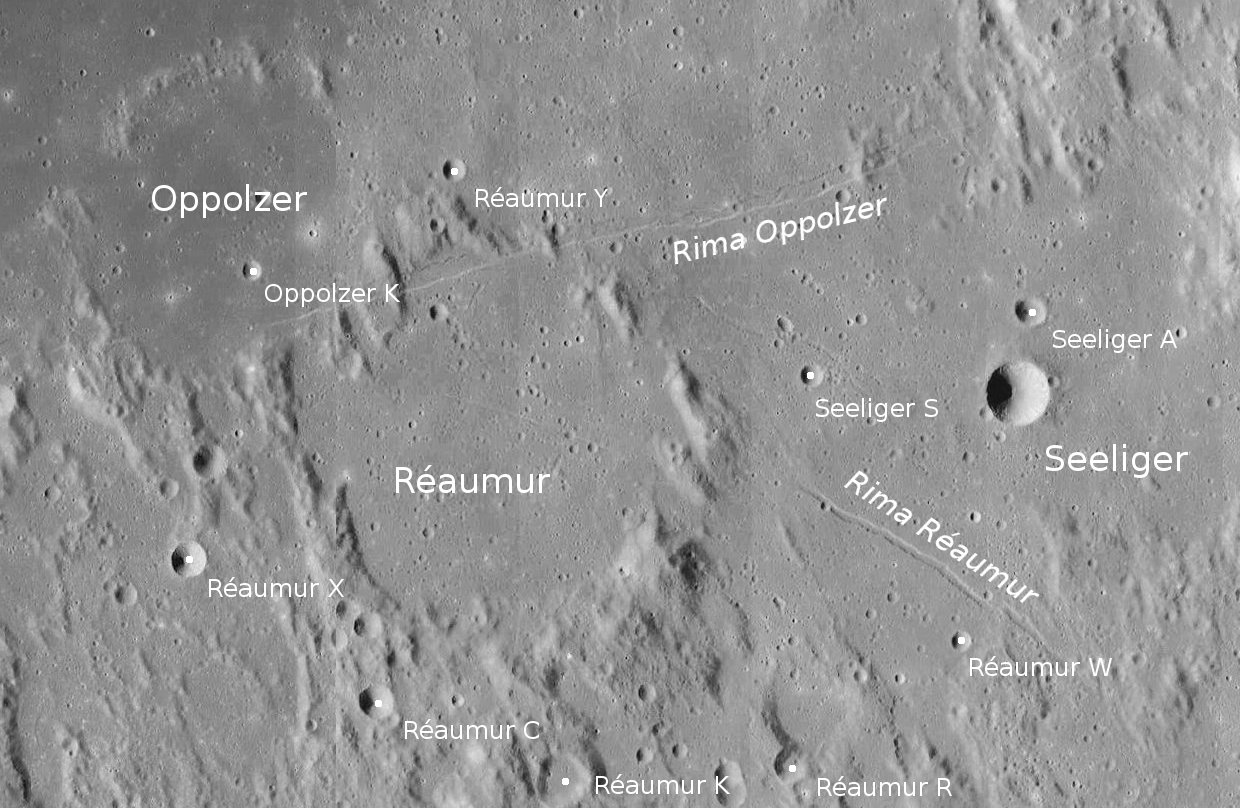
Poloha brázdy Rima Oppolzer.

Rima Oppolzer je měsíční brázda nacházející se na přivrácené straně Měsíce poblíž rovníku a táhnoucí se od kráteru Flammarion T na západě přes jižní část kráteru Oppolzer a severní část kráteru Réaumur dále na východ až k nepravidelnému terénu západně od kráteru Rhaeticus. V kráteru Oppolzer (podle něj získala své jméno) překračuje nultý poledník. Její délka je přibližně 110 km. Severně od brázdy Rima Oppolzer se nachází měsíční plocha zvaná Sinus Medii (Záliv středu). Jihovýchodně leží menší brázda Rima Réaumur, západně pak Rima Flammarion.